# Dimetyloheptylopiran
Dimetyloheptylopiran – organiczny związek chemiczny z grupy syntetycznych kannabinoidów otrzymany w 1949 roku. Jest objęty Konwencją o substancjach psychotropowych z 1971 roku (wykaz I). W Polsce znajduje się w grupie I-P Ustawy o przeciwdziałaniu narkomanii.